# اورت بستت
اورت بستت (انگلیسی: Evert Bastet؛ زادهٔ may ۳۰, ۱۹۵۰ (۷۴ سال)) قایقران قایق بادبانی اهل کانادا است.